# کمبل مک‌لارن
کمبل مک‌لارن (انگلیسی: Campbell McLaren؛ زادهٔ ۱۸ ژوئن ۱۹۵۶) مدیر اجرایی اهل ایالات متحده آمریکا است، که به‌عنوان یکی از بنیانگذاران سازمان یواف‌سی شناخته می‌شود.